# Mart Port
Mart Port (Pärnu, 4 de enero de 1922 – Tallinn, 3 de febrero de 2012) fue un arquitecto y pedagogo estonio. Fue el jefe de muchos planes escutóricos durante la era soviética en Estonia, como en Tallinn, Tartu, Pärnu, Viljandi y distritos de la capital como Mustamäe, Väike-Õismäe y Lasnamäe. Diseñó el Sokos Hotel Viru (1968–1972), el edificio del Comité Central del Partido Comunista de Estonia (ahora Ministerio de Asuntos Exteriores de Estonia; con Raine Karp, Uno Tölpus y Olga Kontšajeva, 1966–1968), la Casa de los Planificadores (Rävala pst 8; con Peep Jänes y Arvo Niineväli, 1965–1981) y el Memorial de la Segunda Guerra Mundial en Maarjamäe (con Allan Murdmaa, Peep Jänes, Henno Sepmann y Rein Kersten, 1959–1960).

## Biografía
Mart Port era hijo del botánico Jaan Port (1891–1950) y su mujer Marta. En la Segunda Guerra Mundial, Mart fue mobilizado al Ejército Rojo. En 1950 finalizó sus estudios de arquitectura en la Universidad Técnica de Tallin. Entre 1955 y 1979 fue jefe de la Unión de Arquitectos de Estonia. Hasta 1990, Mart Port trabajó en la Oficina de arquitectura soviética "Eesti Projekt", de 1961 a 1989 sirvió como arquitecto jefe. Trabajó como docente en la Academia de las Artes de Estonia de 1961 a 1992, y desde 1977 fue profesor. En 1972 recibió el Premio de Estado de Estonia y en 1978 el título de Arquitecto del Pueblo de la URSS.
El hijo de Mart Port fue el biólogo deportivo Kristjan Port.

## Galería

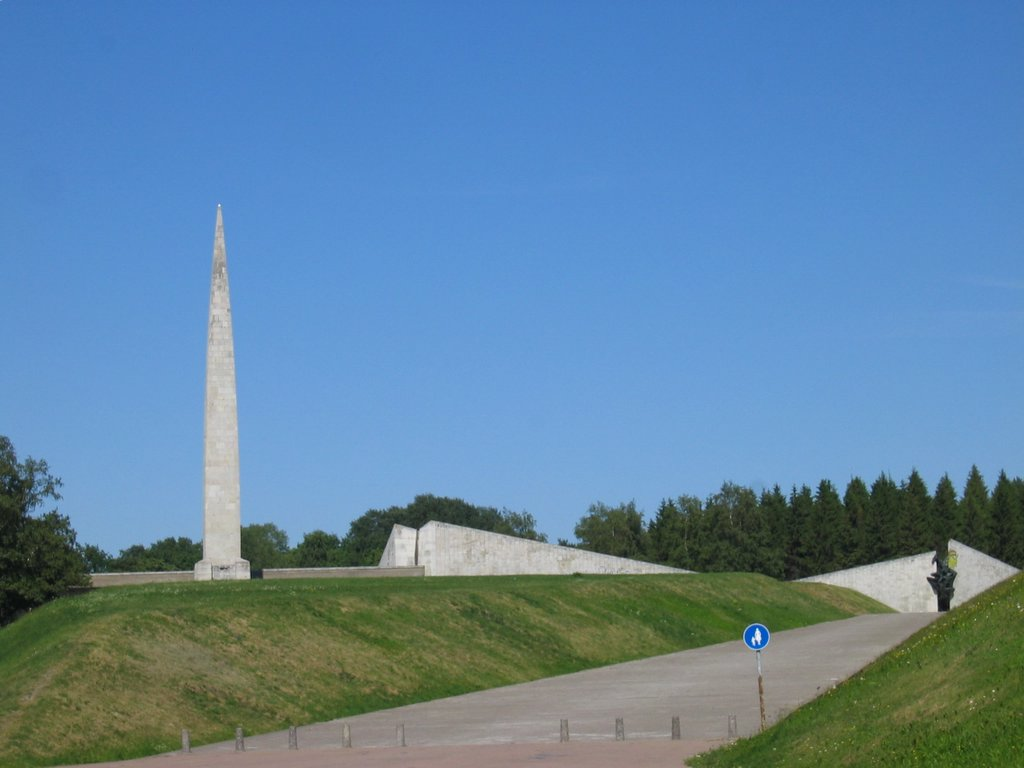
World War II momorial in Maarjamäe